# Wadjigui
 Wadjigui è un comune del Ciad situato nel dipartimento di Kanem, provincia di Kanem.